# François Lebouteux
François Lebouteux, né le 24 juin 1929 à Sèvres, est un cadre de l’Éducation nationale française, ancien élève de l’École normale supérieure (L 1949) et agrégé de l’Université.
Il a été à l’origine d’une profonde réforme du mouvement des Scouts de France dans les années 1960. Inspecteur d’académie, il a contribué à affirmer la place de l’Éducation nationale dans la formation des adultes. Parallèlement, il a conduit quelques importantes missions en matière de coopération internationale et de développement solidaire.

## Biographie

### Jeunesse et famille
François Lebouteux a passé sa première enfance à Genève, puis à Aix-en-Provence et à Thonon-les-Bains (années de guerre). Élève en khâgne au lycée Henri-IV, il intègre la rue d’Ulm en 1949, passe l’agrégation de lettres classiques en 1952, avant de faire son service national à Bourg-Saint-Maurice (au 7e BCA). Il enseigne pendant trois ans au lycée de garçons de Reims, avant de regagner Paris. Il est marié, père de cinq enfants, et se reconnaît volontiers proche du mouvement de La Vie nouvelle.

### Responsable national aux Scouts de France (1956-1964)
Chef de troupe raider à Paris à vingt ans (troupe 121e), à plusieurs reprises assistant de Michel Menu dans l’encadrement des camps nationaux de formation, François Lebouteux rejoint l’équipe nationale des Scouts de France en 1956 pour servir à la branche « éclaireurs » (12-17 ans) comme assistant de Jean Lagarde alors commissaire national éclaireur (CNE),,,. Il succède à ce dernier en 1959, reprend et développe les campagnes « Cadre Vert » initiées par Menu pour assurer un encadrement durable aux unités du mouvement. Il rédige Tâche d’hommes à l’intention de cette nouvelle vague de chefs, lance les camps « Art et technique » avec Michel Kieffer, renouvelle le style de la revue avec Philippe Missotte, donne, de concert avec les Guides de France, une ambition et une visibilité nouvelles aux traditionnels rassemblements de la Saint-Georges, lance enfin les premières campagnes contre la faim et pour le développement en y associant les jeunes de tout horizon.
Dès 1962, François Lebouteux entreprend une profonde réforme de la branche « éclaireur » (place centrale donnée au projet, relecture régulière du vécu des garçons au regard de la Loi, réécriture même de celle-ci) dont le terme sera, en 1964, la division de cette branche en deux tranches d’âge : les Rangers (11-13 ans) et les Pionniers (14-17 ans) dont les chemises rouges et les guitares, du Camp de la Flamme au Jamboree de Marathon, seront les signes le plus visibles.
Cette réforme n’ira pas pour autant sans soulever critiques et désarroi chez nombre de responsables attachés au modèle antérieur. S’ensuivra un peu plus tard la création des Scouts Unitaires de France (SUF) et l’éloignement durable de plusieurs responsables, anciens compagnons de route.
Mais le cap sera maintenu. Les Guides de France, en 1966, procèdent à une réforme de même nature, et la fusion des deux mouvements, en 2004, donnera naissance à la branche Pionniers-Caravelles.
François Lebouteux est membre d’honneur des Scouts et guides de France.

### Premières missions en coopération (1965-1970)
En 1965, François Lebouteux est détaché auprès des Affaires Étrangères pour servir en Algérie,, comme conseiller au Ministère de la Jeunesse et des Sports, plus spécialement chargé des Foyers d’animation de la Jeunesse (FAJ).
De retour en France, il est appelé au Ministère de la Coopération, pour s’occuper, sous l’autorité de Jean-Pierre Dannaud et Gabriel Beis et dans l’équipe de Bernard Dumont, des formes non conventionnelles de formation et de promotion collective en Afrique francophone sud-saharienne : (chantiers de service civique, coopératives, programmes d’animation rurale et d’alphabétisation fonctionnelle…). À titre complémentaire, il participe à l’encadrement des stages de préparation au départ des futurs coopérants.
Mis à la disposition du BDPA, société d’État dédiée au développement de la production agricole, il retourne en Algérie en 1969 pour assurer, à Mostaganem, le démarrage de l’Institut de Technologie Agricole (ITA), dont l’objectif est de former à terme 4 000 ingénieurs des travaux, et qui, dès son ouverture, accueillera ses 400 premiers étudiants,.

### Retour à l’Éducation nationale (1971-1981)
François Lebouteux rentre en France en 1971 : la Loi du 16 juillet portant sur la formation professionnelle permanente fait de celle-ci une obligation nationale. L’Éducation nationale entend prendre toute sa place dans cette affaire, et Lebouteux rejoint Bertrand Schwartz qui vient d’être nommé conseiller du Ministre à cet effet. Travail de cabinet, multiples déplacements, publications, préparation auprès du directeur Raymond Vatier des textes qui vont structurer et organiser ce nouveau secteur d’activité. Jusqu’à ce que, en 1973, François Lebouteux, promu inspecteur d’académie, devienne le premier Délégué académique à la formation continue (Dafco) de l’académie de Créteil, auprès des recteurs Casadevall puis Dehaussy.
En 1980, au terme d’une année sabbatique, François Lebouteux se retrouve Dafco de l’académie d’Amiens, mais il n’y passera qu’une seule année.

### Au cœur du dispositif des formations continues (1981-1988)
Détaché à la Délégation générale à la formation professionnelle dirigée alors par André Ramoff, François Lebouteux participe notamment à l’élaboration et à la mise en œuvre des mesures s’adressant aux jeunes sans qualification : stages d’insertion et de qualification, chantiers écoles, validation des acquis de l’expérience… S’appuyant sur les réalisations de quelques précurseurs, il est notamment à l’origine des Ateliers Pédagogiques Personnalisés (APP) et de leur mise en réseau,,.
En 1984, il assume la responsabilité, auprès des préfets Gérard Belorgey puis Michel Levallois, du lancement des Travaux d'utilité collective (TUC), premier dispositif d’ampleur mobilisant l’ensemble du secteur non marchand pour l’emploi des jeunes, et dont le nombre atteindra près de 200 000 dès la première année de campagne,,.

### Chef de mission en Nouvelle-Calédonie (1989-1993)
En juin 1988, le calme revenu en Nouvelle-Calédonie, les Accords de Matignon scellent la volonté de rééquilibrage entre les communautés du Territoire. François Lebouteux, détaché à ce titre auprès du Ministre des DOM-TOM Louis Le Pensec, se voit chargé du volet formation de ces Accords, et, tout particulièrement, du « Programme 400 Cadres ». Auprès des Hauts-Commissaires Bernard Grasset d’abord, puis Alain Christnacht, il met en place (avec le concours du CNAM et de la CCI de Nouméa) et dirige jusqu’en 1993 cette opération engagée pour dix ans mais qui se prolongera bien au-delà dans le cadre des Accords de Nouméa de 1998,.
Parallèlement, il mobilise des concours de toute sorte, essentiellement privés, pour la création et le fonctionnement d’un internat d’excellence au profit d’élèves prometteurs issus des collèges de brousse, le « Juvénat lycéen Jules-Garnier ». Élie Poigoune, le président de la Ligue des droits de l’homme sur le Territoire, en assure, depuis le début, la responsabilité.
Enfin, François Lebouteux crée en 1992 « Après Bac Service », une structure particulière d’accueil, de conseil et de suivi, chargée, en marge du dispositif des bourses d’enseignement supérieur, d’orienter et d’accompagner les étudiants les moins privilégiés sur toute la durée de leurs études en Métropole.

## Distinctions
- Officier de la Légion d'honneur, au titre du Ministère des départements et territoires d’outre-mer[27].
- Chevalier de l'ordre national du Mérite[28]
- Chevalier de l'ordre des Palmes académiques[29]

## Œuvres
Dans le cadre de ses activités professionnelles, François Lebouteux a rédigé un certain nombre de brochures, rapports, analyses et instructions diverses.
- Tâche d’hommes, le métier de chef éclaireur, Les presses d’Île-de-France, 1962
- L’école du chantier, Les presses d’Île-de-France, 1964
- Éducation permanente : Fondements d’une politique éducative intégrée, intégrée, sous
direction de Bertrand Schwartz Conseil de l’Europe. Éditions Delta, 1973
- Les facteurs qui, dans les scolarités élémentaire et secondaire, conditionnent les perfectionnements ultérieurs, rapport pour le Conseil de l’Europe (Comité de l’enseignement général et technique), 1972

Parvenu à l’âge de la retraite, il s’adonne à l’écriture de fiction, sous la forme de romans historiques où transparaissent quelques-unes des questions les plus lancinantes de notre époque.
- Car ils ne savent ce qu’ils font, Desclée de Brouwer, 2001 (ISBN 978-2220049090)
- Les Tambours de l’an X, Chronique d'un exil haïtien  (préf. Jean Métellus), L’Harmattan, 2004 (ISBN 978-2747574105)
- Le lieutenant de Saint-Domingue  (préf. Bernard Gainot), Orphie, 2015 (ISBN 979-1029800160)

On doit encore à François Lebouteux un certain nombre de paroles de chants repris du folklore étranger, notamment américain, rajeunissant d’autant le répertoire du mouvement scout.
- Red river valley (folklore américain)
- Waltzing Matilda (folklore australien)
- J’ai pris mon vieux pays (musique de Mános Hadjidákis, Jamboree de Marathon)
- Souvenirs qui passent
- 136e Pontonniers
- Le Song des chantiers